# Етель Сміт

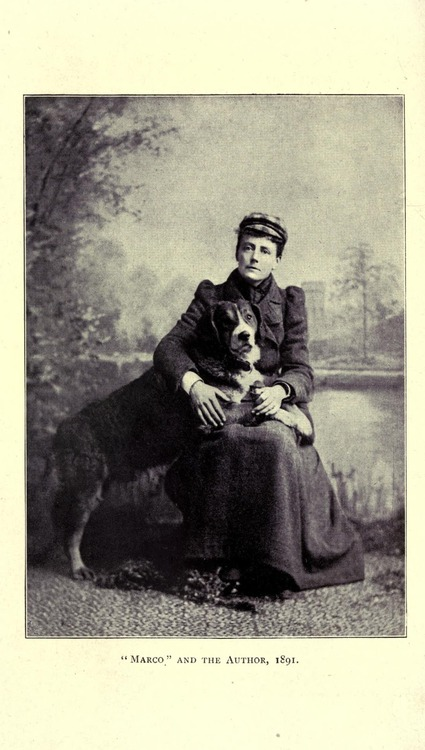
Етель Сміт та її собака Марко, 1891

Етель Сміт (англ. Ethel Smyth) — англійська композиторка, лібретистка, диригентка, одна з лідерок суфражистського руху та письменниця, медична сестра, автобіографка. Учасниця Жіночого соціального та політичного Союзу (WSPU).

## Життєпис
Етель Сміт ародилася у Вокінзі, графство Суррей. Її батько був генерал-майором королівської артилерії. Вона була однією з восьми дітей. Її сім'я була проти того, щоб вона робила музичну кар'єру.
Сміт жила у Фрімхерсті, недалеко від Фрімлі Грін. Сміт була схильна до сильних романтичних почуттів, в основному до жінок. Вона писала Гаррі Брюстеру, який, можливо, був її єдиним чоловіком-коханцем, що «для мене легше любити мою власну стать пристрасно, а не вашу», називаючи це «вічною загадкою». Сміт була свого часу закохана в одружену суфражистку Еммелін Панкгерст. У 71 рік вона закохалася в письменницю Вірджинію Вулф, яка, стривожена і задоволена, сказала, що «це ніби бути спійманим великим крабом»; вони стали подругами.
Її слух погіршився в її останні роки, і вона мало писала музику, хоча продовжувала багато писати, здебільшого автобіографічні нариси. Етель Сміт померла у Вокінзі, місці її народження, у 86 років, і була там кремована.

## Кар'єра

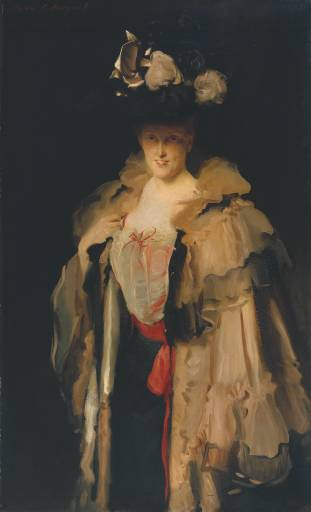
Місіс Чарльз Гантер (при народженні Мері Сміт, сестра Етель), Джон Сінгер Сарджент, 1898

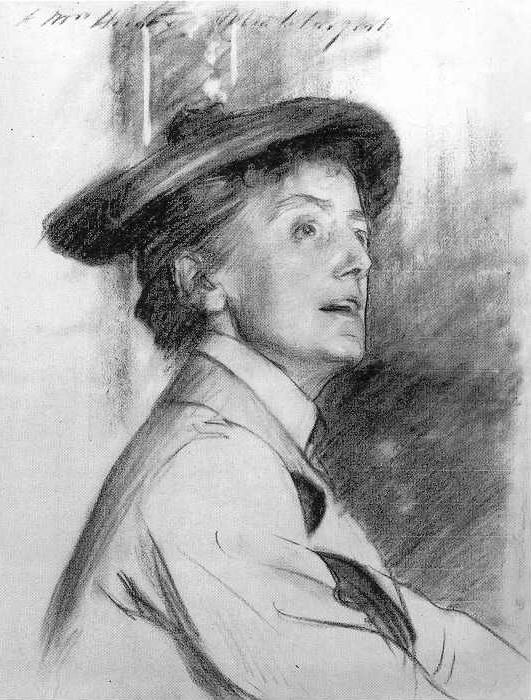
Портрет Етель Сміт, 1901,
Джон Сінгер Сарджент

В 17 років вона вчилася з Александром Юїнгом, і виявляла інтерес до Вагнера і Берліоза. Після великої сварки з сім'єю їй було дозволено навчатися музиці в Лейпцигу, з Карлом Райнеке, серед іншого, а після консерваторії вона брала приватні уроки у Гайнріха фон Герцогенберга. У консерваторії вона познайомилася з деякими відомими композиторами, в тому числі Дворжаком, Грігом і Чайковським, але вона вважала навчання неякісними і покинула навчальний заклад через рік. У Герцогенберга вона зустріла Клару Шуман і Брамса. Пізніше, в 1891 році, вона написала Mass in D (месу в ре, попри те, що була атеїсткою), стилістично схожу на «Німецький реквієм» Брамса. Вона також написала в його стилі кілька німецьких пісень і сім коротких хоральних прелюдій (Seven Short Chorale Preludes).
У числі робіт Етель Сміт — камерні твори, симфонії, хорові твори і опери (найбільш відома з яких — «Шкідники», The Wreckers).

## Феміністичний активізм
У 1910 році Сміт приєдналася до Жіночого соціального та політичного Союзу (Women's Social and Political Union), що боровся за жіноче виборче право, і на два роки відмовилася від музики, присвятивши себе суфражизму. Її «Марш жінок» (1911) став гімном руху за виборчі права жінок, хоча суфражистки частіше вигукували слова (авторства Сесілії Гамільтон), що співали мелодії Сміт. Коли лідерка WSPU Еммелін Панкгерст закликала розбити вікна антисуфражистських політиків в якості протесту, Сміт — поряд з 108 іншими — зробила це. Вона два місяці пробула у в'язниці Холлоуей. Коли Томас Бічем пішов провідати її там, то виявив суфражисток, що йдуть чотирикутником і співають, тоді як Сміт висувалася з вікна, диригуючи пісню зубною щіткою.
У 1922 році Етель Сміт стала Жінкою-командором Ордена Британської імперії.

## Перелік робіт
Роботи відсортовані за жанрами і року написання композиції; якщо рік написання невідомий, вказаний рік публікації або першого виконання

### Опери
- Fantasio (1892-94), comic opera in 2 acts by Henry Brewster and Smyth after Alfred de Musset (24 May 1898, Hoftheater, Weimar)
- Der Wald (1899—1901), opera in 1 act by Henry Brewster and Smyth (2 April 1902, Königliches Opernhaus, Berlin)
- The Wreckers (1902-04), opera in 3 acts by Henry Brewster and Smyth (11 November 1906, Neues Theater, Leipzig)
- The Boatswain's Mate (1913-14), comic opera in 1 act by Smyth after W. W. Jacobs (28 January 1916, Shaftesbury Theatre, London)
- Fête Galante (1921-22), opera («Dance-Dream») in 1 act by Smyth and Edward Shanks after Maurice Baring (4 June 1923, Birmingham Repertory Theatre)
- Entente Cordiale (1923-24), comic opera in 1 act by Smyth (20 October 1926, Theatre Royal, Bristol)

### Балет
- Fête Galante (concert version 26 November 1932, Philharmonic Hall, Liverpool), adapted from the opera

### Хорали

#### Релігійні
- Mass in D (1891) (18 January 1893, Royal Albert Hall)
- Five Sacred Part-Songs Based on Chorale Tunes (1882-84)
  - 1. «Komm süsser Tod»
  - 2. «Kein Stündlein geht dahin»
  - 3. «Gib dich zufrieden und sei stille»
  - 4. «O Traurigkeit, O Herzeleid»
  - 5. «Erschienen ist der herrlich' Tag»
- The Song of Love, Op. 8 (1888), cantata by Smyth after the Song of Songs
- Wedding Anthem for choir and organ (c. 1900)

#### Світські
- We Watched her Breathing through the Night (1876), part song by Thomas Hood
- A Spring Canticle (or Wood Spirits' Song) for choir and orchestra (published 1903), re-arrangement from Der Wald
- Hey Nonny No for choir and orchestra (1910), anon.
- Sleepless Dreams for choir and orchestra (1910), by Dante Gabriel Rossetti
- Songs of Sunrise (1910)
  - 1. «Laggard Dawn» for choir, by Smyth
  - 2. «1910» for choir and optional orchestra, by Smyth
  - 3. «The March of the Women» for choir and optional orchestra, by Cicely Hamilton
- Dreamings (1920), part song by Patrick MacGill
- Soul's Joy (published 1923), madrigal by John Donne, re-arrangement from Fête Galante
- The Prison (1929-30), cantata for soprano, bass, choir and orchestra, by Smyth after Henry Brewster (19 February 1931, Usher Hall, Edinburgh)

### Оркестрали
- Overture to Shakespeare's Antony and Cleopatra (1889) (18 October 1890, The Crystal Palace, London)
- Serenade in D (1889) (26 April 1890, The Crystal Palace, London)
- Suite for Strings, Op. 1A (published 1891), re-arrangement from String Quintet in E, Op. 1
- On the Cliffs of Cornwall (first performed 1908), re-arrangement of prelude from The Wreckers
- Four Short Chorale Preludes for Strings and Solo Instruments (published c. 1913), re-arrangement of Short Chorale Preludes for organ
  - 1. «Du, O schönes Weltgebäude!»
  - 2. «O Traurigkeit, O Herzeleid»
  - 3. «Erschienen ist der herrlich' Tag»
  - 4. «Schwing dich auf zu deinem Gott»
- Fête Galante (first performed 1924), suite adapted from the opera
- Intermezzo (Mid Briars and Bushes) (first performed 1924), re-arrangement from The Boatswain's Mate
- Two Interlinked French Folk Melodies (published 1929), re-arrangement of intermezzo from Entente Cordiale
- Two Orchestral Preludes (1929-30), re-arrangement from The Prison
- Entente Cordiale (first performed 1935), suite adapted from the opera

### Концертна музика
- Concerto for violin and horn in A (1926)

### Камерна музика

#### Струнні квартети
- String Quartet No. 1 in A minor (1878), 1 movement
- String Quartet in D minor (1880)
- String Quartet in E flat (1882-84)
- String Quartet in C minor (1883)
- String Quartet in C (1886-88)
- String Quartet in E minor (1902-12)

#### Струнні квінтети
- Струнний квінтет B minor (1882-84), 2 movements
- String Quintet in E, Op. 1 (1883)

#### Тріо
- Trio for violin, cello and piano in D minor (1880)
- String Trio in D (1887)
- Trio for violin, horn and piano in A (published 1928), re-arrangement from Concerto for violin and horn in A

#### Інше
- Sonata for cello and piano in C minor (1880)
- Sonata for cello and piano in A minor, Op. 5 (1887)
- Sonata for violin and piano in A minor, Op. 7 (1887)
- Variations on Bonny Sweet Robin (Ophelia's Song) for flute, oboe and piano (1927)
- Two Interlinked French Folk Melodies for flute, oboe and piano, re-arrangement from intermezzo of Entente Cordiale

### Фортепіано
- Sonata No. 1 in C (1877)
- Sonata No. 2 (Geistinger) in C sharp minor (1877)
- Sonata No. 3 in D (1877), 2 movements
- Aus der Jugenzeit!! in E minor (1877-80)
- Four-part Dances (1877-80)
- Two-part Invention in D (1877-80)
- Two-part Suite in E (1877-80)
- Variations on an Original Theme (of an Exceedingly Dismal Nature) in D flat (1878)
- Prelude and Fugue in C (1878-84)
- Prelude and Fugue in F sharp (1880)
- Prelude and Fugue for Thin People (c. 1883)
- The March of the Women (1914), re-arrangement of the song

### Орган
- Fugue à 5 (1882-84)
- Short Chorale Preludes (1882-84)
  - 1. «Du, O schönes Weltgebäude!»
  - 2. «O Gott du frommer Gott»
  - 3. «Schwing dich auf zu deinem Gott»
  - 4. «Erschienen ist der herrlich' Tag»
  - 5. Prelude and Fugue on «O Traurigkeit, O Herzeleid»
- Study on «O wie selig seid ihr doch, ihr Frommen» (1882-84)
- Prelude on a Traditional Irish Air (1938)

### Брас
- Hot Potatoes (1930), fanfare

### Пісні
- Lieder und Balladen with piano, Op. 3 (c. 1877)
  - 1. «Vom Berge» anon.
  - 2. «Der verirrte Jäger» by Joseph Freiherr von Eichendorff
  - 3. «Bei einer Linde» by Joseph Freiherr von Eichendorff
  - 4. «Es wandelt was wir schauen» by Joseph Freiherr von Eichendorff
  - 5. «Schön Rohtraut» by Eduard Mörike
- Lieder with piano, Op. 4 (c. 1877)
  - 1. «Tanzlied» by Luise Büchner
  - 2. «Schlummerlied» by Ernst von Wildenbruch
  - 3. «Mittagsruh» by Joseph Freiherr von Eichendorff
  - 4. «Nachtreiter» by Klaus Groth
  - 5. «Nachtgedanken» by Paul Heyse
- Eight songs (c. 1877)
- Nine Rounds (1878-84)
- Songs with chamber ensemble (1907)
  - 1. «Odette» by Henri de Régnier
  - 2. «La danse» by Henri de Régnier
  - 3. «Chrysilla» by Henri de Régnier
  - 4. «Ode anacréontique» by anon. translated Leconte de Lisle
- «The March of the Women» with optional piano (1910), by Cicely Hamilton
- Three Moods of the Sea with orchestra (1913), by Arthur Symons
  - 1. «Requies»
  - 2. «Before the Squall»
  - 3. «After Sunset»
- Three Songs (1913)
  - 1. «The Clown» with piano, by Maurice Baring
  - 2. «Possession» with piano, by Ethel Carnie Holdsworth
  - 3. «On the Road: a marching tune» with orchestra, by Ethel Carnie Holdsworth

## Дискографія
- Troubadisc

- Violin Sonata in A minor, Op. 7, Cello Sonata in A minor, Op. 5, String Quintet in E major, Op. 1, String Quartet in E minor (1912): Renate Eggebrecht, violin, Friedemann Kupsa cello, Céline Dutilly piano, fanny mendelssohn quartet, TRO-CD 01403 (2-CD-Set).
- Double Concerto in A for violin, horn and piano (1926): Renate Eggebrecht violin, Franz Draxinger horn, Céline Dutilly piano; Four Songs for mezzosoprano and chamber ensemble (1907): Melinda Paulsen mezzo, Ethel Smyth ensemble; Three songs for mezzosoprano and piano (1913): Melinda Paulsen mezzo, Angela Gassenhuber piano, TRO-CD 01405.
- Cello Sonata in C minor (1880): Friedemann Kupsa cello, Anna Silova piano; Lieder und Balladen, Opp. 3 & 4, Three Moods of the Sea (1913): Maarten Koningsberger baritone, Kelvin Grout piano, TRO-CD 01417.

## Примітка
1. ↑  Encyclopædia Britannica
2. 1 2  SNAC — 2010.
3. ↑  Deutsche Nationalbibliothek Record #118883658 // Gemeinsame Normdatei — 2012—2016.
4. ↑  Présence Compositrices — 2020.
5. ↑  Find a Grave — 1996.
6. 1 2 3 4  Blain V., Grundy I., Clements P. The Feminist Companion to Literature in English: Women Writers from the Middle Ages to the Present — 1990. — P. 1002.
7. 1 2  Lundy D. R. The Peerage
8. ↑  Dieter Jebens Guide to the Basingstoke Canal Basingstoke Canal Authority and the Surrey and Hampshire Canal Society, 2nd Edition, 2004 p14
9. 1 2 3  Abromeit, Kathleen A. (1989). Ethel Smyth, "The Wreckers," and Sir Thomas Beecham. The Musical Quarterly. 73 (2): 196—211. doi:10.1093/mq/73.2.196. JSTOR 742066.
10. ↑  Wilton, Tasmin (2002). Smyth, Dame Ethel. glbtq: An Encyclopedia of Gay, Lesbian, Bisexual, Transgender, and Queer Culture. Архів оригіналу за 18 грудня 2012. Процитовано 8 січня 2007.
11. 1 2  David C F Wright (1999) Ethyl Smyth
12. ↑  Beecham, Thomas (1958). Dame Ethel Smyth (1858-1944). The Musical Times. 99 (1385): 363—365. JSTOR 936486.
13. ↑  Klassika: Dame Ethel Mary Smyth (born in Woking 1858—1944) [Архівовано 10 червня 2017 у Wayback Machine.] at www.klassika.info